# Ропалце
Ропалце (мкд. Ропалце) је насеље у Северној Македонији, у северном делу државе. Ропалце припада општини Липково.

## Географија
Ропалце је смештено у северном делу Северне Македоније. Од најближег већег града, Куманова, насеље је удаљено 12 km југозападно.
Насеље Ропалце је у западном делу историјске области Жеглигово. Насеље је положено у источном подножју Скопске Црне Горе, док се ка истоку пружа поље. Надморска висина насеља је приближно 460 метара.
Месна клима је континентална.

## Становништво
Ропалце је према последњем попису из 2002. године имало 1.373 становника. 
Претежно становништво у насељу су Албанци (98%), а остало су махом Срби.
Већинска вероисповест је ислам.